# Tetrahydrofuraan
Tetrahydrofuraan (THF) is een cyclische ether. Het is een zeer goed oplosmiddel voor polaire verbindingen zoals pvc, polystyreen, lijmen en nog niet uitgeharde lakken en polyurethaan. Het wordt bijvoorbeeld gebruikt bij het verlijmen van dikke pvc-folie zoals vijverfolie.

## Synthese
Tetrahydrofuraan kan op verschillende manieren bereid worden. De meest gebruikte is de dehydratie van 1,4-butaandiol met een zure katalysator. Daartoe wordt eerst ethyn in reactie gebracht met formaldehyde, waardoor 1,4-butyndiol ontstaat, dat vervolgens gehydrogeneerd wordt tot 1,4-butaandiol:
Een tweede productiemethode gaat uit van 1,3-butadieen. Deze verbinding wordt met azijnzuur bij 80 °C en over een palladium-telluur-katalysator geoxideerd tot 2-buteen-1,4-diolacetaat. Na hydrogenering ontstaat 1,4-butaandioldiacetaat, dat door hydrolyse met water wordt omgezet in de hydroxy-ester, waardoor tetrahydrofuraan en azijnzuur worden gevormd:
Een andere manier is de hydrogenering van furaan.

## Eigenschappen en reacties
Bij kamertemperatuur is tetrahydrofuraan volledig mengbaar met water. Omdat het zo'n goed oplosmiddel is, is het ook agressief voor de huid. Tetrahydrofuraan vormt gemakkelijk peroxiden resulterend in explosiegevaar. Daarom wordt vaak een antioxidant toegevoegd.
Hoewel tetrahydrofuraan erg veel op di-ethylether lijkt, zijn er ook een aantal belangrijke verschillen. Door de ringvorm heeft het zuurstofatoom een veel meer uitgesproken positie. De vrije elektronenparen van het zuurstofatoom zijn daardoor veel beter beschikbaar voor waterstofbrugvorming of solvatatie van kleine kationen zoals lithium- en natriumionen. Het gevolg is dat de anionen die bij het lithium- of natriumion horen veel reactiever (want minder afgeschermd door een positief ion) zijn dan in di-ethylether. Onder andere in de Horner-Wittig-reactie wordt hiervan gebruikgemaakt. Tetrahydrofuraan is aprotisch en heeft een permittiviteit van 7,6.

## Toepassingen
Naast de toepassing als oplosmiddel wordt tetrahydrofuraan in de industrie ook voor andere doeleinden gebruikt. Het kan door sterke zuren of elektrofielen (zoals trityltetrafluorboraat) gepolymeriseerd worden tot een lineair polymeer, poly(tetramethyleenether)glycol of PTMEG (ook bekend als poly(tetramethyleen)glycol of polytetramethyleenoxide):
Dit glycol wordt vooral gebruikt voor de productie van elastomere polyurethanen, in het bijzonder polyurethaanvezels zoals elastaan (Spandex).